# محمد المرشد
محمد سليمان محمد السليمان المرشد، نائب سابق في مجلس الأمة الكويتي.
شارك في انتخابات مجلس الأمة الكويتي 1963 في الدائرة السادسة، وحصل على المركز التاسع برصيد 279 صوت وخسر الانتخابات ، وشارك في انتخابات مجلس الأمة الكويتي 1981 في الدائرة الحادية عشر، وحصل على المركز الثاني برصيد 385 صوت وفاز بالانتخابات ، وشارك في انتخابات مجلس الأمة الكويتي 1985 في الدائرة الحادية عشر، وحصل على المركز الثاني برصيد 668 صوت وفاز بالانتخابات ، وشارك في انتخابات مجلس الأمة الكويتي 1992 في الدائرة الحادية عشر، وحصل على المركز الثاني برصيد 919 صوت وفاز بالانتخابات ، وشارك في انتخابات مجلس الأمة الكويتي 1996 في الدائرة الحادية عشر، وحصل على المركز الثالث برصيد 728 صوت وخسر الانتخابات.